# ذئبة حمامية قرصية
تمثل الذئبة الحمامية القرصية الشكل الأشيع من الذئبة الجلدية المزمنة، وهي مرض مناعي ذاتي يصيب الجلد ويتبع طيف أمراض الذئبة الحمامية. 
يمكن أن تسبب الآفات تندبًا شديدًا، وتظهر المنطقة المركزية من الآفة بلون أفتح محاطةً بحافة أغمق من لون الجلد الطبيعي. يمكن أن تبقى هذه الآفات سنوات في حال لم تعالج. 
يمكن أن يصاب مرضى الذئبة الحمامية الجهازية بالآفات الحمامية القرصية. وبنسبة أقل بكثير، يصاب مرضى الذئبة الحمامية القرصية بالذئبة الحمامية الجهازية.
تشخص الآفات من خلال الخزعة. يعالج المرضى أولًا بالواقيات الشمسية والستيروئيدات الموضعية. وفي حال لم تنجح هذه المعالجة، يعطى عقار هيدروكسي كلوروكين أو دواء مشابه.

## العلامات والأعراض

### مظهر الآفات
تظهر آفات الذئبة الحمامية القرصية في البداية على هيئة قرص مسطح أو منطقة مرتفعة من الجلد، بلون باهت أو أحمر بنفسجي، وببنية قاسية. تنتج هذه الآفات كميات متزايدة من الوُسوف البيضاء الملتصقة. تتطور الآفات في النهاية لتسبب تندبًا واسعًا و/أو ضمورًا وتغيرات صباغية. ويمكن أن تغطى الآفات بسائل متجفف يعطي مظهر القشور. في البشرة ذات اللون الداكن، تخسر الآفات الصباغ في المركز ويزداد الصباغ في حافة الآفة. في البشرة الفاتحة، تظهر الآفة بلون رمادي أو لا تبدي تغيرات لونية ملحوظة. 
في حالات أكثر ندرة، تكون الآفات بلون أحمر صريح وتبدو كالشرى.

### موقع الآفات
تظهر الآفات عادة في الأماكن المعرضة للشمس فوق العنق وتفضل فروة الرأس وجسر الأنف والقسم العلوي من الوجنتين والشفة السفلية والأذنين واليدين. وتظهر أيضًا عند 24% من المرضى آفات في الفم (عادة على الحنك)، وفي الأنف والعينين والفرج وجميعها مناطق مخاطية في الجسم.
في حالات أكثر ندرة، تظهر الآفات على الرأس والعنق والذراعين والجذع.

### مميزات خاصة لبعض الآفات

#### آفات الفروة
عندما تكون الآفات القرصية الحمامية على الفروة، تبدأ على هيئة منطقة حمراء مسطحة أو مرتفعة تفقد الشعر لاحقًا وتسبب تندبًا واسعًا. تفقد الآفات عادة الصباغ الجلدي وتصبح بيضاء مع محيط مفرط التصبغ، مع مناطق محمرة أو دونها، ولها مظهر غائر. يمكن أن يكون سطحها ناعمًا أو يحوي جريبات شعرية متوسعة مرئية.

#### آفات الشفة
عندما تصيب الذئبة الحمامية القرصية الشفة، يكون لونها عادة رمادي أو أحمر مع طبقة علوية ثخينة (منطقة مفرطة التقرن)، ومناطق فقدت طبقتها العليا (تآكلات)، وحافة محيطة محمرة.

### الأعراض الأخرى
يمكن أن يبلغ المرضى عن آفات حاكّة أو مُمِضّة أو لا أعراضية. بالإضافة إلى الآفات الجلدية، يمكن أن يظهر انتفاخ أو احمرار حول العينين أو التهاب الأجفان.

### المضاعفات
تترك الآفات عند الأشخاص ذوي البشرة الداكنة تندبًا شديدًا وتغيرات لونية حتى بعد تحسن الآفة. بالإضافة إلى ذلك، يرتفع معدل الإصابة بالسرطانة حرشفية الخلايا العدوانية، ولكنه يبقى قليلًا.

## الأسباب
يحرض التعرض للشمس الآفات عند الأشخاص المصابين بالذئبة الحمامية القرصية. لا تُظهر الأدلة أي مكون وراثي للإصابة بالذئبة الحمامية القرصية؛ ولكن العوامل الوراثية يمكن أن تؤهب الأشخاص للإصابة بالمرض.

## الآلية
يعتبر معظم الخبراء الذئبة الحمامية القرصية مرض مناعي ذاتي لأن أطباء التشريح المرضي يستطيعون رؤية الأضداد عند إجراء الفحص النسيجي المجهري للخزعة المأخوذة من الآفات. لا يفهم العلماء العلاقة بين هذه الأضداد والآفات التي تظهر في الذئبة الحمامية القرصية.
يمكن أن يسبب التعرض للأشعة فوق البنفسجية من الشمس تخريبًا جلديًا يسبب إطلاق مادة في نوى الخلايا. تنتشر هذه المادة وتصل إلى الوصل البشروي الأدمي، حيث ترتبط بالأضداد الجائلة وتسبب سلسلة من التفاعلات الالتهابية المناعية. 
يمكن أن تكون الخلايا اللمفاوية تي ذات الوظيفة الشاذة سبب حدوث هذا المرض. 

## الذئبة الحمامية القرصية الموضعية

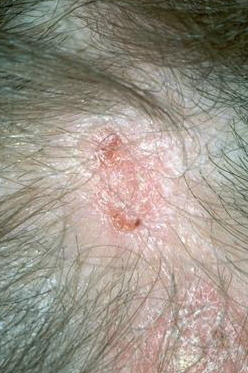
أفات الذئبة الحمامية القرصية في فروة الرأس

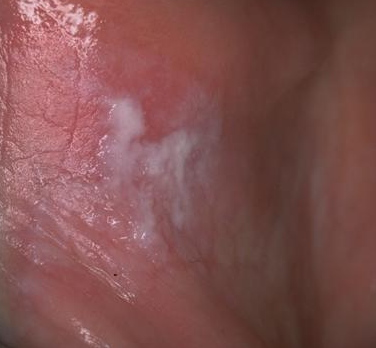
أفات الذئبة الحمامية القرصية على الغشاء المخاطي للفم

الذئبة الحمامية القرصية الموضعية تشمل آفات جلدية فوق مستوى الرقبة حيث تكون الأماكن المفضلة فروة الرأس، الجسر الأنفي، الوجنتين، الشفة العليا، الأذن والذراعين.
أحد الأشكال الأخرى للذئبة الحمامية القرصية هو القرصية الفموية "oral discoid". الذئبة الحمامية القرصية الفموية تتسبب في ظهور آفات فموية تظهر كبقع بيضاء، تقرحات، وأفات حمامية المركز. تحدث تلك الأفات على الغشاء المخاطي للشفاة، حافة الشفاة أو الغشاء المخاطي الفموي. قد يحدث الضمور في بعض الحالات.
يكون دور أطباء الأسنان هامً في تشخيص المرض قبل ظهور الأفات الجلدية.

## المجتمع والثقافة

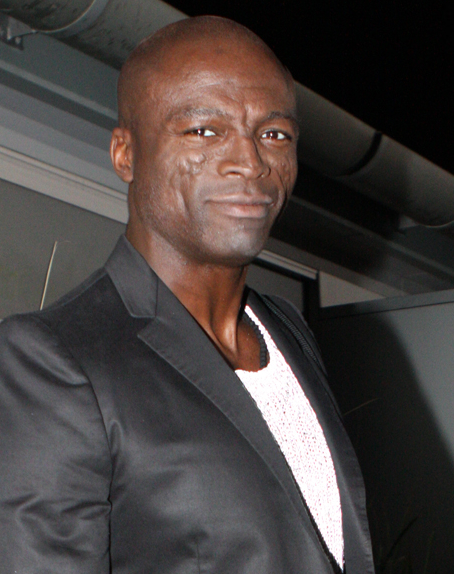
المغني الإنجليزي سيل، أفات الالذئبة الحمامية القرصية تصيب وجهه

المغني وكاتب الأغاني الإنجليزي «سيل» مصاب بذلك المرض.